# Mario's Time Machine
『Mario's Time Machine』（マリオズ タイムマシーン）は、1993年に日本国外で発売されたPC/AT互換機、Super Nintendo Entertainment System（SNES）およびNintendo Entertainment System（NES）用歴史学習ゲームソフト。なお、NES版は1994年に発売された。日本国内では未発売。アメリカでは同様の教育ソフトウェアシリーズが複数発売されている（en:Educational Mario gamesの項目も参照）。

## ストーリー
マリオとヨッシーは博物館に来たところ、中の宝物が盗まれたらしく探してほしいらしい。それで中に入ろうとした途端にヨッシーがクッパに捕まってしまう。

## ステージ
ステージは8つでノコノコが3匹出て来て真ん中にタイムマシーンがある。全員倒すと盗まれた宝物が出てくる。一番奥は最初は行けないが、元に戻すと行けるようになっているが標識がTESTになっているのとステージがレンガで固めてある。入ろうとするといままで行った国の3問クイズがあり全部正解すると中に入れて、クッパが居るが3回踏むと鍵になり奥の鍵穴に入れると牢屋の扉が開いてヨッシーが助けられる（『Mario is Missing!』と同様）。

## コマンド
?
人と話す時に使うが人があまり見つからない。
時計
マリオが今、どの時代にいるか分かる。
歴史上重要物
手に入れた宝物。一つしか持てない。

## アイテム
卵
約8000万年前に使用。
松明
紀元前766年に使用。
王座
紀元前31年に使用。
剣（源頼朝から貰う）
1192年に使用。
銅の車輪
1520年に使用。
羽根ペン
1602年に使用。
リンゴ
1687年に使用。
煙突帽子
1862年に使用。
電球
1879年に使用。
プロペラ
1903年に使用。
物理方程式
1905年に使用。
インドの旗
1947年に使用。
アメリカの旗
1969年に使用。
大槌
1989年に使用。